# Nhà truyền giáo
Nhà truyền giáo là thành viên của một tôn giáo được gửi đến một khu vực lãnh thổ để làm công việc loan truyền và thúc đẩy tôn giáo của họ, hoặc phục vụ các công tác xã hội cho cộng đồng sở tại như giáo dục, văn hóa, công bằng xã hội, y tế, phát triển kinh tế theo phương châm của tôn giáo đó.
Đối với Công giáo Rôma, nhà truyền giáo thường được gọi là "nhà thừa sai", có nguồn gốc từ tiếng Latinh missionem (hoặc missio) nghĩa là "được sai đi". Mặc dù từ mission ("sai đi") xuất hiện trong bản dịch Kinh Thánh bằng tiếng Latinh, đoạn nói về Chúa Giêsu sai các môn đệ nhân danh ông đi rao giảng giáo lý đến mọi người (Mátthêu 28:19-20, Máccô 16:15-18), nhưng ngày nay, thuật ngữ này cũng có thể được sử dụng trong bất kỳ tôn giáo, tín ngưỡng hoặc hệ tư tưởng khác.